# IHeartRadio Music Awards de 2015
O iHeartRadio Music Awards de 2015 foi a segunda premiação de música apresentada pela plataforma do iHeartMedia iHeartRadio e pela NBC. A cerimônia ocorreu em 29 de março de 2015, no Shrine Auditorium, em Los Angeles, Estados Unidos, e foi apresentada por Jamie Foxx.
Taylor Swift ganhou três prêmios, incluindo Artista do Ano e Canção do Ano, enquanto Justin Timberlake recebeu o Prêmio Inovador.
A transmissão da NBC do iHeartRadio Music Awards teve o mesmo ibope de 1.7 do ano anterior entre os adultos de 18-49. Mudar a cerimônia de uma quinta-feira de maio para um domingo de março também angariou 5,2 milhões de telespectadores. A premiação gerou mais de 14 bilhões de reações nas mídias sociais durante o período promocional do programa, quase 75% a mais do que as 8,5 bilhões do ano passado, e quase o triplo do Oscar 2015.

## Performances
| Artista(s)                       | Canção                       |
| -------------------------------- | ---------------------------- |
| Iggy Azalea Jennifer Hudson      | "Trouble"                    |
| Nick Jonas                       | "Chains"                     |
| Florida Georgia Line             | "Sun Daze"                   |
| Meghan Trainor                   | "Dear Future Husband"        |
| Kelly Clarkson                   | "Heartbeat Song"             |
| Rihanna                          | "Bitch Better Have My Money" |
| Sam Smith                        | "Lay Me Down"                |
| Jason Aldean                     | "Burnin' It Down"            |
| Madonna Taylor Swift (no violão) | "Ghosttown"                  |
| Jason Derulo                     | "Want to Want Me"            |
| Jamie Foxx Chris Brown           | "You Changed Me"             |
| Nate Ruess                       | "Nothing Without Love"       |
| Snoop Dogg Charlie Wilson        | "Peaches N Cream"            |

DJ da cerimônia
- Alesso

## Apresentadores
- Gina Rodriguez — entregou o prêmio de Melhor Letra
- Billy Eichner — apresentou Florida Georgia Line
- Ludacris — entregou o prêmio de Canção de Hip Hop/R&B do Ano
- 5 Seconds of Summer — apresentou Meghan Trainor
- Tom Ford — entregou o Prêmio Inovador a Justin Timberlake
- Taraji P. Henson — apresentou Rihanna
- Jeremy Piven — entregou o prêmio de Artista Revelação
- Reba — entregou o prêmio de Canção Country do Ano
- Meghan Trainor — apresentou Jason Aldean
- Ryan Tedder — entregou o prêmio de Melhores Fãs
- Mike Tyson — apresentou Madonna
- Brittany Snow & Anna Camp — entregaram o prêmio de Melhor Colaboração
- Alanna Masterson — apresentou Jason Derulo
- Steven Yeun — entregou o prêmio Renegado
- Ryan Seacrest — apresentou Jamie Foxx e Chris Brown & entregou o prêmio de Artista do Ano
- Ian Ziering & O Tubarão Esquerdo  — entregaram o prêmio de Canção Dance do Ano
- Madonna — entregou o prêmio de Canção do Ano

## Vencedores e indicados
| Artista do Ano | Canção do Ano |
| --- | --- |
| - Taylor Swift - Iggy Azalea - Luke Bryan - Ariana Grande - Sam Smith] | - "Shake It Off" – Taylor Swift - "All About That Bass" – Meghan Trainor - "All of Me" – John Legend - "Happy" – Pharrell Williams - "Stay with Me" – Sam Smith |
| Melhor Colaboração | Artista Revelação |
| - "Bang Bang" – Jessie J, Ariana Grande, e Nicki Minaj - "Dark Horse" – Katy Perry com part. de Juicy J - "Fancy" – Iggy Azalea com part. de Charli XCX - "Problem" – Ariana Grande com part. de Iggy Azalea - "Talk Dirty" – Jason Derulo com part. de 2 Chainz | - Sam Smith - Iggy Azalea - Bastille - Cole Swindell - Meghan Trainor |
| Canção Country do Ano | Canção de Hip Hop/R&B do Ano |
| - "Burnin' It Down" – Jason Aldean - "Bartender" – Lady Antebellum - "Dirt" – Florida Georgia Line - "Give Me Back My Hometown" – Eric Church - "Play It Again" – Luke Bryan                                                                                     | - "Don't Tell 'Em" – Jeremih com part. de YG - "Drunk in Love" – Beyoncé com part. de Jay Z - "Flawless" – Beyoncé - "Loyal" – Chris Brown com part. de Lil Wayne e Tyga - "New Flame" – Chris Brown com part. de Usher e Rick Ross                                                   |
| Canção Dance do Ano | Canção de Rock Alternativo do Ano |
| - "Summer" – Calvin Harris - "Animals" – Martin Garrix - "Blame" – Calvin Harris com part. de John Newman - "La La La" – Naughty Boy com part. de Sam Smith - "Waves" – Mr Probz                                                                                 | - "Take Me to Church" – Hozier - "Come with Me Now" – Kongos - "Do I Wanna Know?" – Arctic Monkeys - "Fever" – The Black Keys - "Something from Nothing" – Foo Fighters |
| Melhor Letra | Melhores Fãs |
| - "Blank Space" – Taylor Swift - "All of Me" – John Legend - "Counting Stars" – OneRepublic - "Habits (Stay High)" – Tove Lo - "Stay with Me" – Sam Smith - "Thinking Out Loud" – Ed Sheeran                                                                     | - 5SOS Fam – 5 Seconds of Summer - Swifties – Taylor Swift - Arianators – Ariana Grande - Bey Hive – Beyoncé - Team Breezy – Chris Brown - Sheerios – Ed Sheeran - Church Choir – Eric Church - Directioners – One Direction - Selenators – Selena Gomez - Mendes Army – Shawn Mendes |
| Renegado | Prêmio iHeartRadio Inovador |
| - Brantley Gilbert - Iggy Azalea - Charli XCX - Hozier - Meghan Trainor | - Justin Timberlake |